# تنها راستی است که پیروز است
تنها راستی است که پیروز است (به سانسکریت:सत्यमेव जयते)بخشی از یک مانترا از دست نوشته باستانی मुण्डक-उपनिषद् است. این جمله شعار ملی هند نیز است .

شعار ملی هند درج شده در زیر نشان ملی هند